# Вова Гейзер
ВоваГейзер (справжнє ім'я Володимир Іванович Ейгензе́ер; нар. 24 вересня 1969, Макінськ, Казахська РСР) — український рок-співак, композитор, аранжувальник, фронтмен та засновник українського гурту «Шабля», автор офіційного гімну АТО, наразі гімну оборони України — легендарної пісні «Браття Українці», та автор міжнародного культурно-мистецького проєкту «Браття Українці & Brothers of Ukraine».

## Життєпис і творчість
Народився в Казахстані. Згодом його сім'я переїхала на Рівненщину, де музикант виріс і закінчив середню школу. У 1987 році пішов до лав армії, де здобув спеціальність повітряного стрільця-радиста третього класу Ту-16 (літак дальньої авіації). Восени 1989 року, після повернення з армії, зібрав свій перший гурт, де грав різну музику: важку, альтернативу, фолк, брит-поп та інше. ВоваГейзер грає на гітарі, інших музичних інструментах, співає, пише музику, тексти та займається аранжуванням.
Восени 2013 року в Києві заснував гурт «Шабля». З 2014 року ВоваГейзер регулярно сам та з гуртом їздить із виступами на фронт. 24 лютого 2022 року, з початком вторгнення РФ на територію України, продовжує працювати на культурно-інформаційному та волонтерському фронті, підтримуючи бойовий дух нації та Сил оборони України.
10 жовтня 2015 року пісня «Браття Українці» гурту Шабля, автором якої є ВоваГейзер, отримала статус офіційного гімну АТО на Всеукраїнському форумі ветеранів та воїнів АТО у Києві, згодом отримавши на це підтвердження від Адміністрації Президента України, а з початком повномасштабного вторгнення рф на територію України для мільйонів людей стала символом єднання та перемоги — Гімном оборони України.
Його пісню «Браття Українці» переспівують та викладають у мережу українці зі всього світу, ця композиція зібрала багатомільйонні перегляди та тисячі переспівів у мережі Інтернет, серед яких неймовірне виконання на телевізійному шоу «Маска» Міністра оборони Естонії Ханно Певкур, пізніше ВоваГейзер та естонський міністр спільно заспівали цю пісню в музеї російсько-української війни в Києві, де Ханно Певкур перебував з офіційним візитом в Україні у лютому 2023 року.

## Реалізовані проєкти
ВоваГейзер веде активну громадсько-концертну діяльність і має чітку позицію щодо підтримки цивільних українців та військовослужбовців. Зокрема, 10 лютого 2018 був підписаний меморандум про співпрацю між Генеральним штабом Збройних сил України та автором гімну АТО / ООС Володимиром Ейгензеером та з 16 квітня по 4 грудня 2018 року успішно реалізований Патріотично-мистецький проєкт «Браття Українці», проведено більш ніж 42 благодійні концерти спільно зі Зразково-показовим оркестром Збройних Сил України містами: Щастя, Станиця Луганська, Сєверодонецьк, Лисичанськ, Попасна, Бахмут, Вугледар, Торецьк, Мар'їнка, Авдіївка, Волноваха, Маріуполь, Конотоп, Суми, Харків, Дніпро, Кривий Ріг, Кропивницький, Кременчук, Полтава, Запоріжжя, Мелітополь, Херсон, Миколаїв, Білгород-Дністровський, Одеса, Новоград-Волинський, Рівне, Володимир-Волинський, Яворів, Дрогобич, Львів, Мукачево, Івано-Франківськ, Тернопіль, Хмельницький, Старокостянтинів, Вінниця, Бердичів, Житомир, Київ, смт Черкаське[джерело?].
24 серпня 2018 року на Майдані Незалежності ВоваГейзер спільно з оркестром Збройних Сил України (550 осіб) та зі зведеним хором ансамблів силових структур України піснею «Браття Українці» відкрили парад військ, присвячений 27-й річниці Незалежності України та 100-річному ювілею Української Народної Республіки. У тому ж складі музиканти виступили на великому концерті з нагоди Дня захисника України в Палаці Спорту в Києві.
3 серпня 2019 році в Києві відбулося урочисте відкриття Музею «Історії становлення Української нації», де пісня «Браття Українці» та прапор патріотично-мистецького проєкту «Браття Українці» є представленими на постійній основі як експозиції в композиціях «Героїчна оборона Донецького аеропорту», «Передова АТО: українські добровольчі батальйони». У 2018 році створив міжнародний патріотично-мистецький проєкт «Браття українці», метою якого є поширення української культури.

## Альбоми, сингли
- 2015 рік — ШАБЛЯ «Браття Українці» (альбом)[10]
- 2015 рік — ШАБЛЯ «Чао-Чао» (Moon Records)[11]
- 2016 рік — ШАБЛЯ «Бурштин» (Moon Records)[12]
- 2023 рік — ШАБЛЯ «Слава ЗСУ» (RockSoulana Music)[13]
- 2023 рік — ШАБЛЯ «За Україну» (RockSoulana Music)[14]